# Jan Filipek (lekkoatleta)
Jan Filipek (ur. 7 stycznia 1922 w Mysłowicach, zm. 24 sierpnia 1988 tamże) – polski sportowiec, srebrny medalista mistrzostw Polski w chodzie sportowym.

## Życiorys
W 1949 roku zajął 2. miejsce na mistrzostwach Polski seniorów w chodzie na 50 km na zawodach rozegranych w Katowicach. Zgłosił się również do kolejnych mistrzostw na 50 km, w 1950, jednak ze względu na zbyt małą liczbę uczestników zawody odwołano.
W 1951 roku brał udział w mistrzostwach Polski seniorów w biegu na dystansie maratonu – zajął 8. miejsce z czasem 2:59:04. Uprawiał także gimnastykę, zapasy, podnoszenie ciężarów, piłę ręczną, koszykówkę i siatkówkę.
W czasie swojej kariery sportowej należał do klubów: Towarzystwo Gimnastyczne Sokół, RKS „Siła” Mysłowice, KS „Pocztowy” Katowice, Związkowiec Katowice i Ogniwo Katowice.
Był pracownikiem Poczty Polskiej.

## Osiągnięcia

### Seniorzy – krajowe
| Rok  | Impreza                     | Miejsce  | Konkurencja   | Pozycja    | Wynik     |
| ---- | --------------------------- | -------- | ------------- | ---------- | --------- |
| 1949 | Mistrzostwa Polski seniorów | Katowice | chód na 50 km | 2. miejsce | 5:09:30,0 |